# Maîtres contemporains de l'orgue

L'anthologie des Maîtres contemporains de l'orgue, éditée par l'abbé Joseph Joubert (1878-1963) et publiée par Maurice Sénart (Paris) de 1912 à 1914, est une collection en huit volumes qui constitue une importante anthologie de 590 pièces pour orgue ou harmonium composées à la fin du XIXe siècle et au début du XXe siècle. 
Les volumes 1, 2 et 4 sont consacrés à l'école française, les volumes 3, 5 et 6 aux écoles étrangères, et les volumes 7 et 8 sont dédiés au grand orgue avec pédale.

## Avant-propos
« L’Anthologie des « MAÎTRES CONTEMPORAINS DE L’ORGUE » constitue pour les musiciens d’église et les amateurs de bonne musique, une collection choisie de pièces jusque-là inédites, de toutes les écoles et de tous les pays — généralement faciles d’exécution — et pouvant être interprétées sur l’harmonium ordinaire aussi bien que sur l’instrument le plus complet.

C’est donc une véritable encyclopédie de l’École d’Orgue Moderne, offrant, au point de vue de la diversité des styles et par son caractère international, un intérêt exceptionnel!
Nous saisissons avec joie l’occasion d’acquitter une dette de reconnaissance, en remerciant ici publiquement les nombreux et illustres compositeurs qui, répondant à notre humble appel, ont bien voulu écrire spécialement pour ce Recueil tant d’œuvres remarquables qui le rendent digne d'occuper une place de choix dans la bibliothèque des organistes.
Il nous est particulièrement agréable d’offrir l’hommage de notre vive et respectueuse gratitude à MM. Ch.-M. Widor, F. de la Tombelle et Alph. Mailly qui nous ont fait le grand honneur d’accepter la dédicace des trois volumes de la publication. Un tel patronage n’est-il pas déjà un gage de succès, en même temps que l’attestation la plus autorisée de la valeur musicale du présent Album!
Durant la préparation de l’ouvrage, M. Henry Eymieu nous a prodigué ses conseils expérimentés et ses sympathiques encouragements ; pour la rédaction des Notices, il a mis à notre disposition son talent de critique si personnel et si apprécié. Qu’il daigne agréer notre très cordial merci!
Bien que la plupart des auteurs soient connus, nous avons jugé utile de consacrer à chacun d’eux quelques lignes biographiques et bibliographiques. Si ces notes demeurent forcément incomplètes, « LES MAÎTRES CONTEMPORAINS DE L’ORGUE » n’y perdront rien, leurs œuvres parleront pour eux.
Beauté des cérémonies, dignité de la musique sacrée! Ces questions passionnent à juste titre — surtout depuis le « Motu proprio » de Sa Sainteté Pie X — tous ceux qui ont reçu la noble mission de louer et de faire louer le nom du Seigneur. Puisse ce travail entrepris pour la Religion et pour l’Art ajouter encore à l’éclat de nos offices liturgiques!
C’est le désir de l’Auteur : voir ce désir réalisé serait pour ses modestes efforts la meilleure des récompenses!

L’abbé Jos. Joubert »
Luçon, en la Fête de Sainte-Cécile,  22 novembre 1911.

## Premier Volume — École Française
– à Monsieur Ch. M. Widor - (78 pièces)
- Louis Andlauer, Deux pièces brèves
- Augustin Barié, Élégie
- Paul Bazelaire, Canon à deux voix op. 107
- Jules Bentz, Offertoire
- René Blin, Choral varié ; Offertoire
- Joseph Ermend Bonnal, Deux improvisations : I. Allégresse (Sortie) ; II. Petite pastorale op. 27 nos 1 et 4
- Roger Boucher, Cantabile
- Nadia Boulanger, Prélude ; Petit Canon ; Improvisation
- Joseph Boulnois, Quatre pièces brèves en ré
- Jules Brosset, Offertoire pour la fête de Noël sur l’antienne «Votis pater annuit»
- Léon Canton, Méditation Religieuse
- Alexandre Cellier, Méditation ; Pièce symphonique
- Auguste Chapuis, Méditation
- Arthur Colinet, Toccatina ; Communion
- Charles-Augustin Collin, Prélude ; Bénédiction ou élévation brève
- Charles-René Collin, Deux Préludes
- Paul Combes, Quasi adagio
- Marcel Courtonne, Choral ; Improvisation sur un thème breton
- Henri Dallier, Offertoire sur l’hymne «Te Joseph celebrent»
- Noël Darros, Mélodie religieuse
- Georges Debat-Ponsan, Prélude ; Antienne
- Adhémar Decq, Marche funèbre
- Louis Delune, L’adoration des Bergers (sur un thème de noël wallon)
- Claude Delvincourt, Marche d’Église
- Arthur Dodement, Trois fuguettes à 3 voix
- Camille Doney, Pendant l’Offertoire
- Louis Dumas, Pièce en mi majeur
- Marcel Dupré, Élévation op. 2
- Henry Eymieu, L’Angélus op. 140 ; Carillon
- Paul Fauchey, Fantaisie en forme d’offertoire
- Daniel Fleuret, Verset dans le style grégorien
- Jean-Baptiste Ganaye, Canon
- Gabriel Garbet, Prélude pastoral ; Chant d’Actions de Grâces
- Amédée Gastoué, Pièce funèbre pour offertoire ou sortie
- Max George, Deux pièces brèves
- Eugène Gigout, Deux Interludes
- Henri Gouard, Premier offertoire sur d’anciens noëls
- Raoul Grigi, Deuxième Marche solennelle ; Recueillement ; Adagio
- Ernest Grosjean, Offertoire bref ou communion ; Prélude en mi mineur
- Alexandre Guilmant, Chant du matin (bluette)
- Georges Guiraud, Offertoire pour les Fêtes de la Très Sainte Vierge (sur un thème grégorien)
- Jean Huré, Interlude-Élévation
- Vincent d’Indy, Pièce en Mi bémol mineur op. 66
- Georges Jacob, Andantino en mi bémol majeur ; Pastorale
- Louis Jacquemin, Pièce en mi bémol
- Joseph Jemain, Méditation religieuse op. 40
- Pierre Kunc, Prélude grave à la manière de Hændel
- Eugène Lacroix, Fugue ; Recueillement ; Fantaisie médiévale
- Eugène Landais, Offertoire ; Élévation
- Fernand de La Tombelle, Méditation ; Toccata.

## Deuxième Volume — École Française (suite)
– à Monsieur F. de La Tombelle - (73 pièces)
- Charles Lefebvre, Offertoire
- Auguste Le Guennant, Intermezzo
- Henri Letocart, Communion ; Verset
- Henri Libert, Duo en forme de canon ; Fugue
- Alfred Marichelle, Communion ; Élévation
- Adolphe Marty, Offertoire, Grand chœur pour la Pentecôte
- Jules Massenet, Prélude en ut majeur pour grand orgue
- Henri Messerer, Offertoire ou Communion ; Lamento
- Henri Mulet, Petit offertoire ; Sortie douce
- Henri Nibelle, Offertoire
- Saturnin Paraire, Andantino (offertoire)
- Louis-Lazare Perruchot, Verset sur l’antienne «Veni sponsa Christi» ; Verset
- Émile Pessard, Pièce en ut majeur op. 131
- Achille Philip, Pièce en si mineur
- Paul Pierné, Prière
- Charles Pineau, Sur l’intonation du «Salve Regina» op. 5 no 1 ; Adagio op. 5 no 2
- Dominique-Charles Planchet, Rapsodie sur des noëls
- Charles-Marie Pollet, Fantaisie en sol majeur ; Fantaisie en la bémol
- Henri Potiron, Fuguette sur le 1er Kyrie de la Messe «Orbis factor»
- Marie Prestat, Prélude et fugue en ut mineur op. 81
- Charles Quef, Sortie sur «Ite Missa est»
- Amédée-Marie Raffat de Bailhac, Offertoire sur la 5e Antienne des 1ères Vêpres de la fête du Très Saint-Sacrement
- Marc de Ranse, Six variations sur le «Stabat liturgique»
- Pierre-Émile Ratez, « Pax et Labor » Méditation religieuse
- Félix Raugel, Deux Interludes dans la tonalité grégorienne : 3e mode, 1er et 2e mode ; Pièce du premier ton
- Georges Renard, Andantino ; Adagio
- Albert Renaud, Grand chœur en ré majeur (transcription du No 1 des 4 Pièces pour grand orgue op. 123)
- André Renoux, Sortie fuguée (en sol mineur)
- Amédée Reuchsel, Interlude en mi majeur ; Fugue en la mineur
- Léon Reuchsel, Entrée ; Communion ; Offertoire ; Pastorale gothique
- Maurice Reuchsel, Cantilène ; Adoration
- Marcel Rouher, Toccata
- Blanche Rozan, Communion ; Petite Prière
- Léon Saint-Réquier, Pièce en si mineur
- Alphonse Schmitt, Toccatina ; Prélude lent
- Florent Schmitt, Prélude
- Blanche Selva, Petite pièce
- Auguste Sérieyx, Trois Interludes pour le chant du «Veni creator» op. 10
- Jean Vadon, Trois pièces pour orgue ou harmonium : I. Grand chœur dialogué ; II. Toccata sur l’«O Filii» et «Hæc dies», III. Rapsodie sur trois cantiques populaires
- Amédée de Vallombrosa, Élévation
- Paul Vidal, Six Versets : I, ; II ; Trois Versets sur l’hymne «O Filii» ; « Veni creator spiritus»
- Louis Vierne, Prélude
- René Vierne, Cinq Improvisations pouvant servir de versets de Magnificat ou d’interludes de psaumes
- Armand Vivet, Marche Religieuse ; Toccata
- Désiré Walter, Marche solennelle tirée des Bilder aus Osten op. 66 de R. Schumann.

## Troisième Volume — École Étrangère
- À Monsieur Alphonse Mailly - (54 pièces)
- Ant. Arts, Hymne du matin (cantilène) ; Postludium (Pensée du soir)
- Otto Barblan, Andante religioso
- Domenico Bellando, Marche pontificale ; Élégie ; Élévation
- Joseph Bellens, Offertoire (mélodie) ; Postlude
- José M. Béobide, Cancion ; Scherzo (alla Beethoven)
- Luigi Bottazzo, Choral op. 194a ; Offertoire op. 194b
- Franz Joseph Breitenbach, Quatuor (sic) Versetti sur l’hymne I. «Exulte orvis gaudiist», II. «Cœlum resultat», III.« Apostolorum gloriam», IV. «Tellus et astra».
- Carlo Calegari, Prélude ancien op. 265
- Arrigo Cappelletti, Petite fugue en ré mineur
- Joseph Cumellas-Ribó, Prière à Notre-Dame
- Hubert Cuypers, Méditation I ; Méditation II
- Oscar Depuydt, Prélude ; Offertoire ; Fuguetta
- Jose Antonio Erausquin, Toccata final
- Marie-Joseph Erb, Marche nuptiale
- Juliette Folville, Communion ; Verset (sur le thème du «Tantum» 6e ton)
- Gaetano Foschini, Offertorio en la mineur
- Elbert Joseph Franssen, «Lauda Sion salvatorem»
- Bernardo de Gabiola, Invocacion
- Arnaldo Galliera, Offertorio
- Gustaf Hägg, Improvisation
- Léon Jadin, Offertoire pascal ; Andante
- Joseph Jongen, Offertoire sur l’«Alma redemptoris Mater»
- Jaroslav Kvapil, Fughetta
- Samuel de Lange, Funerale ; Prière
- Raphaël Lobmiller, Prélude au choral «Ave Maris Stella»
- Philip Loots, Finale op. 56 no 1 ;  Prière op. 56 no 2
- Augusto Machado, Allegretto ; Improvisation
- Alphonse Mailly, Noël ; Élévation
- Jose Sancho Marraco, Offertoire sur l’hymne «Ave Maris Stella»
- Guglielmo Mattioli, Preludio ; Comunione
- Fernand Mawet, Pastorale
- Arthur de Meulemeester, Allegro ; Méditation ; Cortège nuptial
- Alphonse Moortgat, Noël
- Alphonse G. Mosmans, Humble Prière
- Raymond Moulaert, Deux pièces pour orgue ou harmonium : 1. Choral, 2. Méditation
- Josef Nesvera, Improvisation
- Orlando A. Mansfield, Prélude ; Coro Religioso
- Nemesio Otaño, Adoration
- Giovanni Pagella, Larghetto
- Alex Paepen, Cinq petits préludes en sol majeur et mineur
- Maurice Perret, Improvisation-Élégie
- Hans Plag, Fantaisie
- Johann Plag, Maestoso ; Moderato
- Anton Ponten, Improvisation sur l’alleluia du Samedi Saint
- Jean-Théodore Radoux, Prière
- Roberto Remondi, Élégie (sur la tombe d’Alexandre Guilmant)
- Martin Rodriguez, Marche solennelle ; Fughetta
- Louis Rosoor, Communion ; Canzone
- Joseph M. Schwammel, Ire Toccata en fa # mineur ; IIe Toccata en mi mineur
- Camillo Schumann, Larghetto ; Andante con moto
- Dom Sergent O.S.B., Prélude; Improvisation sur deux thèmes bretons
- N. Felix Skop, Andante ; Agilmente
- J. G. Edouard Stehle, Élégie ; Silence devant le Seigneur (prière)
- Joseph Surzynski, Larghetto
- Mieczyslaw Surzynski, Improvisation op. 46a
- Santiago Tafall, Élévation et Prière, I. Pendant l’Élévation, II. Après l’Élévation
- Giuseppe Terrabugio, Preghiera (élévation)
- Em. Tillmans, Prélude en do majeur op. 5 no 1
- Alfred W. Tomlyn, Andante moderato
- Eduardo Torres, Communion ; Élévation
- Patrik Vretblad, In memoriam
- Luis Urteaga, Offertorio
- Pierre Van Damme, Pastorale
- Van den Abeele, Andante con espressione
- François Verhelst, Adagio ; Larghetto
- J.J. Maria de Virgala, Prélude et fugue sur l’alléluia de la fête de l’Immaculée-Conception
- Franz Walczynski, Paraphrase sur le «Veni creator» op. 120a ; Paraphrase sur l’«O Filii et filiæ» op. 120b
- Alexandre Winkel, Invocation
- August Wiltberger, Improvisation ; Élégie

## Quatrième Volume — École Française
Publié en 1914 
– À Monsieur Eugène Gigout - (111 pièces)
- Albert Alain, Offertoire pour la semaine de Pâques sur l’Antienne «Vespere» et la Prose «O Filii» ; Marche nuptiale (1900)
- Paul Allix, Communion ; Andantino
- Georges Becker, Pièce en mi mineur
- Philippe Bellenot, Prélude en ut majeur
- Emmanuel Berlhe, Élévation ; Antienne grégorienne
- Albert Bertelin, Choral en si mineur
- Paul-Auguste Berthier, Passacaille sur le «Christus vincit»
- Émile Billeton, Communion
- Blair Fairchild, Fugue en ut mineur op. 34 no 1 ; Fugue en fa # majeur op. 34 no 7
- Maurice Blazy, Trois Préludes
- René Blin, Première marche nuptiale
- Lucien Bourgeois, Cinq versets sur des thèmes liturgiques : «Sacris solemniis», «Pange lingua», 2 Versets sur «Iste Confessor» ; «Ave Maris stella»
- Louis Boyer, Deux Pièces brèves : I. en mi mineur ; II. en ré mineur
- Pierre de Bréville, Suite pour orgue sans pédale : Prélude, Méditation, Prière
- Alexandre Cellier, Dans la vieille abbaye ; Cortège
- Joseph Civil y Castelli, Prière «Domine exaudi vocem meam»
- Arthur Colinet, Deux pièces brèves : I. Prélude II. Intermezzo
- Charles Collin, Impressions bretonnes : I. Au cimetière en Basse-Bretagne ; II. La Légende de St Ronan ; III. Le chant du lépreux
- Eugène Cools, Élévation
- Marc Delmas, Deux pièces brèves op. 23 : I. Offertoire en forme de prélude ; II. Communion
- Jean Déré, Offertoire ; Petit Prélude
- Édouard Destenay, Triptyque évangélique : I. L’Entrée à Jérusalem ; II. La Cène ; III. Marche au Calvaire
- Louis Dumas, Pièce pour orgue
- Paul Dupin, In paradisum
- Eckendorff (Mme Bertault), Pastorale sur un vieil air vendéen
- Maurice Emmanuel, Andante (O salutaris – Adorote devote) ; Sortie
- Henry Eymieu, Cantabile op. 115 ; Rhapsodie sur des Thèmes Bretons op. 116
- Paul Fauchet, Quatre esquisses : I. Cantilène, II. Églogue, III. Méditation, IV. Scherzetto
- Hélène Fleury-Roy, Pastorale
- Dynam-Victor Fumet, Prélude et Fugue brève
- Alphonse Gadenne, O Salutaris Hostia (élévation)
- Amédée Gastoué, Fantaisie dramatique pouvant servir d’Entrée ou de Sortie funèbre
- Eugène Gazier, Esquisse religieuse
- Gaston Gryseleyn, Toccata en mi bémol majeur
- Fernand Halphen, Églogue
- Jean Henry, Prière
- Paul-Silva Hérard, Offertoire
- Paul Hillemacher, Pastorale
- Louis Jacquemin, Entrée sur l’intonation de l’antienne «Asperges me»
- Camille Joly, Cantabile ; Élévation ou Communion
- Georges Kriéger, Andante
- Marcel Labey, Deux pièces pour harmonium : I. Offertoire, II. Élévation
- F. Laurent-Rolandez, Offertoire pour la fête des saintes reliques
- Albert Lavignac, Prélude en Ut majeur
- Paul Lecourt, Marche Grand Chœur
- A. Levergeois, Adagio
- Jean-Marcel Lizotte, Improvisation
- Henri Lutz, Pièce pour orgue
- Louis Maingueneau, Pièce pour sortie
- Arthur Mancini, Recueillement ; Le Carillon de Balleroy (fuguette pastorale)
- Alfred Marichelle, Marche funèbre
- Maurice Mathieu, Sortie brève dans le style des noëls populaires ; Prière
- Jean Parisot, Six versets, I-II-III sur des motifs grégoriens, IV-V-VI sur des mélodies orientales
- Louis Plasse, Andantino
- Charles-Marie Pollet, Introduction et Fugue de Fantaisie
- Jacques de la Presle, Prière ; Alma mater
- Marie Prestat, Offrande à la Vierge
- André Renoux, Improvisata pour l’offertoire
- Maurice Reuchsel, Marche religieuse
- Paul Rougnon, Pièces pour orgue : 1. en ut ; 2. en mi
- Alice Sauvrezis, Choral
- Henri Schmitt, Offertoire ; Communion ; Prélude ; La Procession
- Gabriel Sizes, Prélude en fa ; Élévation
- Jean Vadon, Entrée ; Offertoire ; Sortie alla Bach
- René Vierne, Toccata (en sol mineur)
- Désiré Walter, Prière ; Élévation (transcription d’après R. Schumann) ; Offertoire (transcription d’après l’op. 66 de R. Schumann).

## Cinquième Volume — École Étrangère
Publié en 1914 
– À Monsieur Alexandre Glazounoff (90 pièces)
- Mezio Agostini, Interludio
- Désiré d’Antalffy, Prière pour les morts ; Prière pour l’enfant
- Leopold Ashton, Lamento
- José Maria Béobide, Meditación ; Méditation ; Andante ; Preludio ; Andantino en sol majeur ; Dos interludios ; Dos Fughettas
- Octavio Bevilacqua, Berceuse
- Oscar Ludwig Blom, Angélus ; Ave Maria
- Giovanni Bolzoni, Heure mystique ; Pax
- Luigi Bottazzo, Fugue à deux parties ; Communion
- Francisco Braga, Offertoire
- Bruce Steane, Chant de joie (improvisation) ; Chant de tristesse ; Prière ; Sortie
- Carlo Calegari, Invocation op. 269
- C. Corbett Sumsion, Andante ; Allegretto
- Antonio Coronaro, Fuga in Fa ; Elevazione
- César Cui, Prélude en sol mineur ; Prélude en la bémol majeur
- Amadeo Cusco, Entrada
- Eduardo Dagnino, Meditazione
- Nicolas Daneau, Air (d’après un album de musique du XVe siècle du musée de Tournai)
- Eusebio Daniel, Humoresque
- Charles Dekoster, Deux prières
- Georges Delaye, Entrée funèbre op. 34
- Alexandre Denéréaz, Trois préludes
- Roland Diggle, Petit Chœur Triomphal
- Léon Du Bois, Prélude
- Robert O’Dwyer, Rêverie
- Arthur Foote, Deux Pièces : I. Marche, II. Communion
- Elbert Joseph Franssen, Paraphrase super «Ite misa est» in solemnioribus
- Luis de Freitas Branco, Deux pièces pour harmonium : I. Chant religieux portugais, II. Aria
- Silvio Deolindo Froes, Petit hymne à sainte Anne op. 11 no 1, Prélude op. 11 no 2, Postludium op. 11 no 3
- Harald Fryklöf, Andante funèbre ; Entrata (all’ antico)
- Mme G. Delaye-Fuchs, Pièce en la bémol majeur op. 25, Jour de Fête (Sortie) op. 24
- Reinhold Glière, Fugue sur un thème de Noël russe
- Arnaud Duarte de Gouveia, Offertorio
- Arthur De Greef, Petit prélude
- Eugène Gunst, Canon à deux voix
- Jésus M. Guridi, Villancico (Noël)
- Gustaf Hagg, Improvisation sur un thème de passion suédois
- Rév. G. S. Holmes, Allegretto
- Constantin Homilius, Fugue
- Arthur De Hovre, Prière ; Andante sostenuto
- Adolphe-August d’Hulst, Prélude ; Élévation ; Offertoire ; Communion ; Postlude
- Daniel Mc Intyre, Méditation
- Léon Jadin, Communion
- Josef Klicka, Légende op. 54
- John Adam Krygell, «Et Resurrexit» (de la messe en ut  mineur)
- Joseph Labor, Trois interludes
- Juan Battista Lambert, Meditation
- Joseph Lefébure, Berceuse
- Henry G. Ley, Pastorale
- Kristian Lindeman, Marche nuptiale ; Deux canons
- Ludwig Mathias Lindeman, Deux chorals
- Peter-Brynie Lindeman, «O ver Kedron Jesus træder» (Chant religieux norvégien)
- Raphaël Lobmiller, Präludium cum Fuga
- Augusto Machado, Prélude.

## Sixième Volume — École Étrangère (suite)
Publié en 1914 – À Monsieur Léon Du Bois (85 pièces) 
- Otto W. Malling, Prière ; Élévation
- Domingo Mas y Serracant, Entrée ou Sortie ; Élévation pour orgue ; Meditacion (offertoire)
- M. François-Xavier Mathias, Suite eucharistique : Salve, Sancta Parens. I. Introibo ; II. Suscipe sancte Pater ; III. Benedictus ; IV. Domine non sum dignus ; V. Deo gratias
- Ulysse Matthey, Preludio fugato ; Elegia ; Giga ; Pensiero ostinato
- Lucien Mawet, Rêverie ; Prélude
- Wilhelm Middelschulte, Méditation sur le choral «Tout passe ici-bas»
- Alexandre Monestel, Contemplation (morceau de genre)
- Raymond Moulaert, Andante
- Paul Münck, Trois fuguettes
- Alberto Nepomuceno, Prélude et Fugue
- Joseph Novialis, Prière ; Fuguetta
- Otto Olsson, Variation sur un choral
- Henrique Oswald, Aria
- Désiré Pâque, Six petits préludes op. 77
- Giovanni-Battista Polleri, Offertoire pour orgue
- François Rasse, Entrée funèbre triomphale, À l’Espérance
- Joseph Ringeissen, Fugue
- Martin Rodriguez, Offertoire fugué
- Paul-S. Rung-Keller, Fughetta sopra «Agnus Dei» ; Andante religioso
- Édouard Samuel, Invocation
- Jose Sancho Marraco, Ofertorio
- Henri Sarly, Trois petits préludes pour orgue ou harmonium : I. Prière, II. Improvisation, III. Canon
- Vincenz Schindler, Fughette (sur un thème du professeur François Krenn) ; Méditation
- Joseph Schmid, Mélodie
- Josef Schwammel, Deux improvisations ; Imitation ; Élégie ; Méditation
- Dom Gr. L. Sergent O.S.B., Élévation
- Miecz Soltys, Graduel
- Humphrey J. Stewart, Pastorale ; Marche funèbre
- Mieczyslaw Surzynski, Improvisation
- Serge Taneiew, Choral varié
- Albert E. Tebbut, Adagio espressivo ; Allegretto
- Eugène Thomas, Fugue brève en fa majeur ; Fugue brève (en la mineur)
- Joaquin Turina, Preludio
- Luis Urteaga, Entrada ; Ofertorio ; Elevación ; Comunión ; Final
- Oscar Van Durme, Trois Esquisses Funèbres : I. Cortège, II. Lamento, III. Supplication
- H. Van’t Kruijs, Andante
- Glauco Velasquez, Quatre Pièces : I. Præludio, II. Intermezzo, III. Chorale, IV. Finale
- Ernesto Vieira, Interludium
- Gino Visona, Méditation op. 27a ; Offertoire op. 27b
- Émile Wambach, Prière ; Interlude (offertoire)
- Luiz N. Wetterle, Pendant l’Offertoire
- Ladislas de Zelenski, Andante
- Georg Zoller, Fantaisie ; Introduction et fugue sur l’intonation du «Credo des Anges» ; Carillon

## Septième Volume — Pièces inédites pour Grand Orgue avec Pédale obligée
Publié en 1914 – À Monsieur Vincent d’Indy (47 pièces) 
- Albert Alain, I. Alla Hændel ; II. Alla Bach ; III. Alla Frank (sic)
- Désiré d’Antalffy-Zsiross, Scène pastorale (en forme d’un canon)
- Jose Maria Béobide, Fantasía ; Ofertorío
- Paul Berthier, Variations pour un grand orgue
- Maurice Blazy, Allegretto
- Louis de Bondt, Canon
- Luigi Bottazzo, Sonate pour orgue op. 210
- Georges Catoire, Prélude et fugue op. 25
- Abel Decaux, Fuguette sur l’«Ave Maris stella»
- Maurice Emmanuel, Andantino (1892)
- Amédée Gastoué, Pièce d’orgue (offertoire ou sortie) pour Noël
- Eugène Guillaume, Choral et Fugue en sol mineur
- Georges Guiraud, Offertoire pascal sous forme de Variations sur l’«O Filii»
- Jean Henry, Prière ; Pastorale
- Georges Hüe, Choral varié
- Viatcheslav Karatyguine, Prélude et fugue à la russe
- Joseph Klicka, Fantaisie de concert sur le Choral de st. Venceslas (hymne tchèque) op. 65
- Georges Kriéger, Toccata
- Fernand de La Tombelle, Andantino
- Serge Liapounov, Prélude pastoral op. 54
- Guy de Lioncourt, Petite fugue
- Jean-Marcel Lizotte, Prélude-choral
- Xavier Mathias, Prélude sur la mélodie grégorienne de « Sacris solemniis »
- Paul Münck, Passacaglia
- Alberto Nepomuceno, Offertoire
- Leonide Nikolaiev, Fugue à 3 voix
- Désiré Pâque, Pièce pour orgue (transcription du no 4 de l’op. 79) ; Allegretto op. 80
- Marie Prestat, Prière nuptiale (pour grand orgue avec pédale obligée)
- Marc de Ranse, Offertoire pour le jour de la Pentecôte
- Joseph Schmid, Vision op. 74a
- Georges Sporck, Pièce d’orgue sur un thème populaire normand
- Mieczyslaw Surzynski, Prélude
- Serge Taneiew, Choral varié
- Albert E. Tebbut, I. Andante serioso ; II. Adagio
- Jean Vadon, Prière (avec pédale obligée) op. 54d
- Louis Vierne, Prélude (en fa dièse mineur)
- Désiré Walter, transcriptions de Sposalizio de F. Liszt, et de l’Adagio de la 2e Symphonie de J. Guy Ropartz.

## Huitième Volume — Pièces inédites pour Grand Orgue avec Pédale obligée
Publié en 1914 – À Monsieur Louis Vierne (52 pièces)
- Joseph Boulnois, Paraphrase symphonique sur l’Alleluia de la dédicace de Saint Michel
- Alexandre Cellier, Offertoire pour le jour de l’Ascension
- Hubert Cuypers, Dubbelfuga op de greg. melodie «Lauda Sion»
- Nicolas Daneau, Prélude et Fugue
- Charles DeKoster, Fugue d’orgue
- Édouard Destenay, Marche pour le jour de Pâques
- Roland Diggle, Concert Toccata
- Henry Eymieu, Marche funèbre op. 109 ; Marche pontificale op. 112
- Paul Fauchet, Choral en si (mineur)
- Daniel Fleuret, Méditation ; Cantilène ; Carillon
- Luiz de Freitas Branco, Choral
- Mme Delaye-Fuchs, Ave Maria (élévation) op. 21
- Alexandre Glazounov, Prélude et Fugue pour grand orgue op. 93
- Paul Gilson, Prélude sur un vieux lied flamand
- Constantin Homilius, Prélude
- Arthur de Hovre, Cantilène ; Fugue pour grand orgue
- Jean Huré, Pour la communion d’une Messe de minuit à Noël (1913)
- Ivan Kryjanowski, Prélude ; Largo
- Eugène Lacroix, Thème paraphrasé ; 2e Toccata
- Henri Libert, Pièce symphonique
- Peter Lindeman, Postludium
- Martin Lunssens, Marche religieuse
- Ulysse Matthey, In memoriam (Preludio) ; Toccata-Carillon
- Henri Messerer, Fantaisie
- Wilhelm Middelschulte, Cadenz zum Orgelkonzert No 4 in F von G. F. Hændel
- Raymond Moulaert, Fugue en ré majeur
- Jean Parisot, Pièce en sol majeur ; Mélodie orientale
- Paul Pierné, Pastorale
- Charles-Marie Pollet, Motet sans paroles
- Jean-Théodore Radoux, Grande fugue
- Amédée Reuchsel, Deux pièces en ré mineur : I. Prélude gothique, II. Postlude festival
- Joseph Rousse, Prélude en Ut
- Paul Rung-Keller, Lamentazione (in memoriam Frédéric Rung)
- Henri Sarly, Intermezzo ; Chant funèbre
- Nicolas Tcherepnine, Chant chérubique tiré de la liturgie de saint Jean Chrysostome (transcription pour orgue par J. Handschin)
- Luis Urteaga, Marcha religiosa
- René Vierne, Canzona
- Jules Auguste Wiernsberger, Offertoire pour orgue sur un vieux noël alsacien
- Joseph Wihtol, Pastorale
- Ladislas de Zelenski, Prélude pastoral op. 68